# Karine Dubernet
Karine Dubernet, née le 23 août 1974 à Marignane (Bouches-du-Rhône), est une comédienne et humoriste française.

## Biographie
Karine Dubernet nait à Marignane le 23 août 1974. Elle est fille unique. Son père, d'origine arménienne, était mécanicien.
Depuis son plus jeune âge, elle rêve d'être comédienne et prend ses premiers cours de théâtre à l'âge de 11 ans. Après une maîtrise d'anglais, elle reprend des cours de théâtre au Conservatoire de Marseille, vit trois ans à La Réunion, puis se dirige vers Paris pour enfin sauter le pas. Ses premiers pas sur scène se feront à l'âge de 28 ans dans une adaptation de Hansel et Gretel, écrite par elle-même. Elle joue le rôle de Gretel.

### Autrice
Côté comédie, elle écrit en 2004 En attendant Jenny Driver, qui sera joué au théâtre Ciné 13 et en 2006 Kidnapping, joué à La Comédie des 3 Bornes. En 2009, elle écrit son premier spectacle solo Karine Dubernet vous éclate, pour lequel elle est lauréate du Fonds SACD humour one-woman-show en 2010.
En 2013, elle écrit Ennemies potiches No 1, pièce de théâtre qui sera jouée au Grand Point Virgule.

### Comédienne
Dès 2001, Karine Dubernet joue dans de nombreuses pièces, comédies ou classiques, telles Mais n'te promène donc pas toute nue, Un fil à la patte (Feydeau), Le Médecin malgré lui (Molière), Célibataires (Rodolphe Sand), Love Coach (Izabelle Laporte et Vincent Azé), Reste-t-il des gens civilisés à Paris (Sébastien Marchon)...
On l'aperçoit aussi au cinéma dans Ces amours là de Claude Lelouch en 2009.
En 2011, elle est remarquée dans la pièce à succès de Laurent Baffie Les Bonobos au Palais Royal. Une rencontre artistique s’opère entre eux, et c'est avec ce dernier qu'elle co-écrit son premier spectacle solo Karine Dubernet vous éclate qu’elle joue de 2009 à 2011 aux théâtres Le Point Virgule et au Palais royal.
En 2013, c’est au tour d’Arthur Jugnot et David Roussel de lui faire confiance pour jouer dans leur pièce Des pieds et des mains au Théâtre Fontaine et en 2015, Laurent Baffie lui fait à nouveau confiance pour sa nouvelle pièce Sans filtre, qui se jouera plusieurs mois au Théâtre Fontaine et rencontrera un énorme succès. 

## Carrière

### Théâtre

#### Pièces de théâtre
- 2023 : Embrasse ta Mère (Karine Dubernet) - Théâtre du Point-Virgule
- 2022 : Les Égoïstes Anonymes (Jérome de Verdière) - Apollo Théâtre et en tournée
- 2018 : Où est Jean-Louis (Gaëlle Gauthier) - Théâtre de La Michodière
- 2018 : Silence on tourne (Patrick Haudecoeur et Gérald Sibleyras) - Théâtre Fontaine
- 2017 : Tout le monde peut se tromper (Carole Greep & Guillaume Labbé) - Café de la Gare
- 2016 : Tous nos vœux de bonheur (Marilyne Bal) - Avignon Off / Théâtre du rempart
- 2014-2015 : Sans filtre (Laurent Baffie) - Théâtre Fontaine
- 2014 : Bonjour ivresse (Franck Le Hen) - Théâtre Le Temple
- 2013 : Des pieds et des mains (Arthur Jugnot & David Roussel) - Théâtre Fontaine
- 2011-2012 : Les Bonobos (Laurent Baffie) - Théâtre du Palais-Royal
- 2010 : Le Gang des potiches (comédie de Karine Dubernet) - Alain Cerrer - Théâtre du Petit Gymnase, La Comédie des boulevards
- 2008-2009 : Bêtes de scène (spectacle autour de Jean De La Fontaine) - Théâtre Le Comédia
- 2007 : Célibataires (Rodolphe Sand) - Comédie des Trois Bornes
- 2006 : Mais n'te promène donc pas toute nue ! (Feydeau) - Comédie des Trois Bornes
- 2006 : Love Coach (Vincent Aze et Isabelle Laporte) - Le Splendid
- 2006 : Reste-t-Il des gens civilisés à Paris (Sébastien Marchon) - Comédie des Trois Bornes
- 2006 : Kidnapping (Karine Dubernet) - Comédie des Trois Bornes
- 2006 : Frankenstein et ses amis (Karine Dubernet) - Comédie des Trois Bornes
- 2005 : Reste-t-il des gens civilisés à Paris (Sébastien Marchon) - Comédie des Trois Bornes
- 2005 : Love Coach (Vincent Aze et Isabelle Laporte) - Comédie République
- 2005 : Le Médecin malgré lui (Molière) - Compagnie Eclat Théâtre - Théâtre Porte Saint Martin
- 2005 : Weekend en ascenseur (Jean-Christophe Barc) - Comédie République
- 2005 : On ne choisit pas sa famille (Jean-Christophe Barc) - Comédie République / Festival d'Avignon
- 2004 : Le Fil à la patte (Georges Feydeau) - Par La Compagnie Be Goody - Théâtre du Nord-Ouest
- 2004 : En attendant Jenny Driver (Karine Dubernet) - Théâtre Ciné 13
- 2004 : Le Médecin malgré lui (Molière) - Théâtre du Gymnase
- 2002 : Le Syndrome du champignon (Jérémy Reynolds) - Théâtre du Nord-Ouest
- 2002 : Gretel (Karine Dubernet) - Festival d'Avignon - Théâtre des roues à aubes
- 2002 : Amies de longue date (Catherine Verlaguet) - Festival d'Avignon, Théâtre des roues à aubes
- 2001 : Amies de longue date (Catherine Verlaguet) - Théâtre Du Guichet Montparnasse

#### Seules en scène (one-woman-shows)
- 2023 - 2024 : Perlimpinpin (Karine Dubernet, Carole Greep, Stéphane Rose) - Apollo Théâtre et en tournée
- 2019 : Souris Pas ! (Karine Dubernet et Carole Greep) - Le Point-Virgule, La Compagnie du Café Théâtre
- 2016 : One-woman-show - La Nouvelle Seine
- 2016 : One-woman-show - Avignon Off / Théâtre des Béliers
- 2014-2015 : N'importe quoi - Comédie de Paris, puis Point Virgule
- 2011-2009 : Karine Dubernet vous éclate (Rodolphe Sand Puis Olivier Solivérès) - Point Virgule

#### Festivals
- 2024 : Festival d'Avignon Off
- 2023 : Festival d'Avignon Off
- 2016 : Festival d'Avignon Off
- 10 juin 2016 : Festival Youhumour[12]
- 12 février 2016 : Festival de l'humour de Noyelles-sous-Lens[13]
- Mars 2011 : 27e Festival Mont Blanc d'humour de Saint-Gervais-les-Bains

### Radio
- 2016-2024 : Rire et Chansons - Billets, Chroniques, émission 100 % Blagues[14]
- 2010-2012 : Europe 1 - L'humeur de, Télédélires[15]
- 2008-2009 : MFM - Les Petites Listes de Karine

### Télévision
- 2021 - 2024 : La Revue de presse (Paris Première)
- 2016 : Les Petits Meurtres d'Agatha Christie d'Olivier Panchot (France 2) : Docteur Everest
- 2012 : Cours toujours (pilote format court)[8]
- 2010 : On n'demande qu'à en rire[16]

### Cinéma
- 2009 : Ces amours là de Claude Lelouch[9]
- 2025 : De mauvaise foi d'Albéric Saint-Martin

### Publicité
2016 : Publicité (télévision et Internet) pour LCL